# Palwal (Distrikt)
Der Distrikt Palwal (Hindi पलवल जिला, Urdu پلول ضلع) ist ein Distrikt im indischen Bundesstaat Haryana und Teil der National Capital Region. Sitz der Verwaltung ist die gleichnamige Stadt Palwal. Der Distrikt gehört zur weiteren Metropolregion von Delhi.

## Geographie

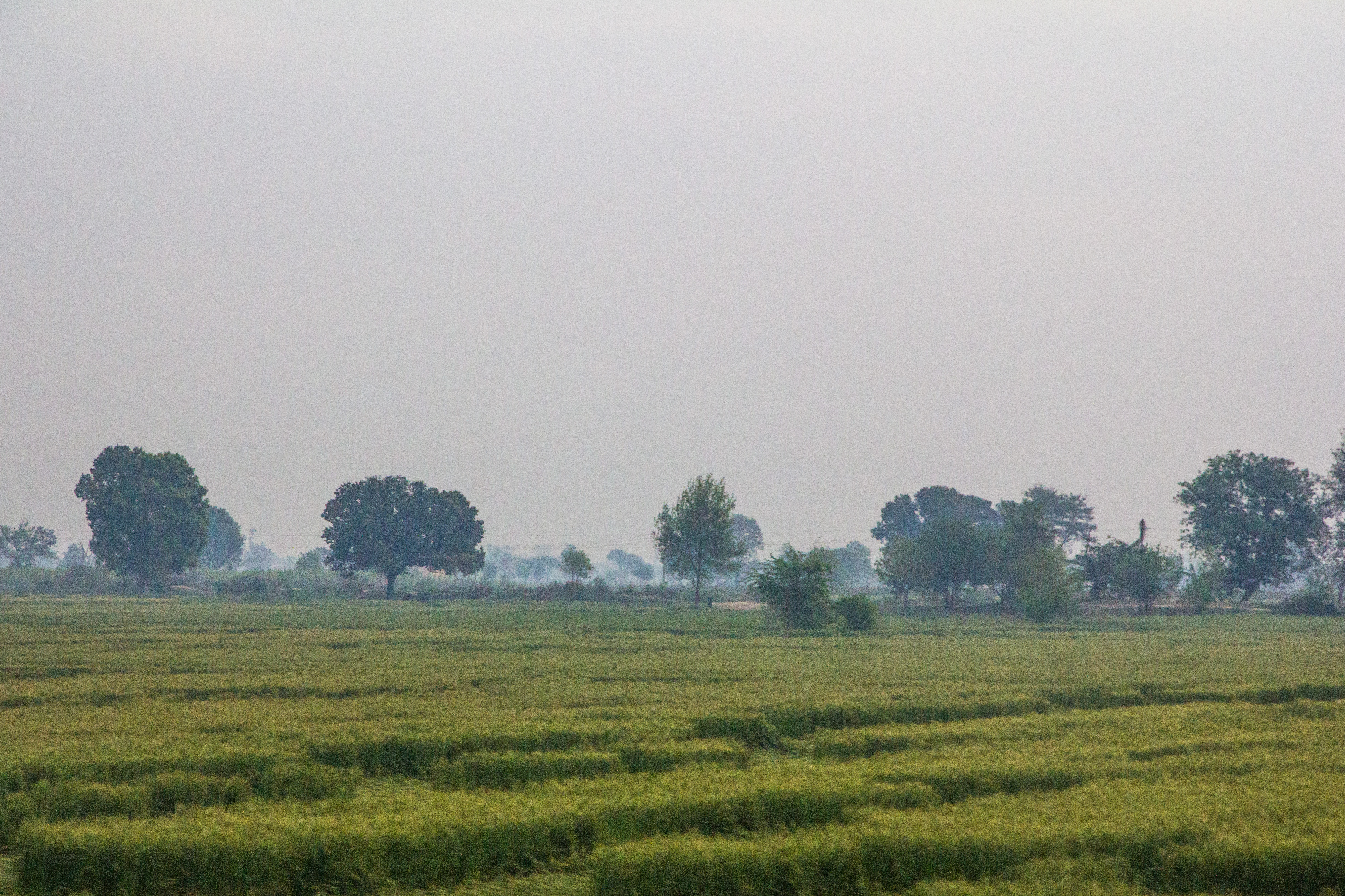
Landwirtschaft im Distrikt Palwal

Der Distrikt liegt an der südöstlichen Spitze Haryanas. Die Distriktfläche beträgt 1359 km². Die angrenzenden Distrikte sind Faridabad im Norden, Gurugram im Nordwesten, Nuh im Westen, Mathura im Süden, sowie Aligarh und Bulandshahr im Osten (letztere drei Distrikte im Bundesstaat Uttar Pradesh).
Die östliche Distriktgrenze wird vom Fluss Yamuna gebildet, der Richtung Süden fließt. Geologisch besteht der Distrikt ganz überwiegend aus Schwemmland der Indus-Ganges-Ebene, das im Quartär entstanden ist. Die Topographie ist flach ohne größere Erhebungen. Der Distrikt weist nahezu keinen Waldanteil auf. Im Distrikt gibt es zwei Hauptkanäle, den Agra-Kanal und den Gurgaon-Kanal, die den zentralen und den westlichen Teil des Bezirks von Norden nach Süden durchqueren. Im nördlichen Teil des Bezirks fließt der saisonale Fluss Budia nala von Ost nach West und mündet in den Yamuna.

## Klima
Das Klima Palwals kann als subtropisches Steppenklima charakterisiert werden. Hauptmerkmal ist die über den größten Teil des Jahres vorherrschende Trockenheit, die nur von der Monsunzeit durchbrochen wird. Der mittlere Jahresniederschlag liegt bei 542 mm und verteilt sich auf durchschnittlich 27 Regentage. Etwa 85 % des Niederschlags ereignen sich während der Monsunzeit von der letzten Juniwoche bis Ende September. Die mittlere Maximaltemperatur beträgt 41 °C im Mai/Juni.

## Geschichte

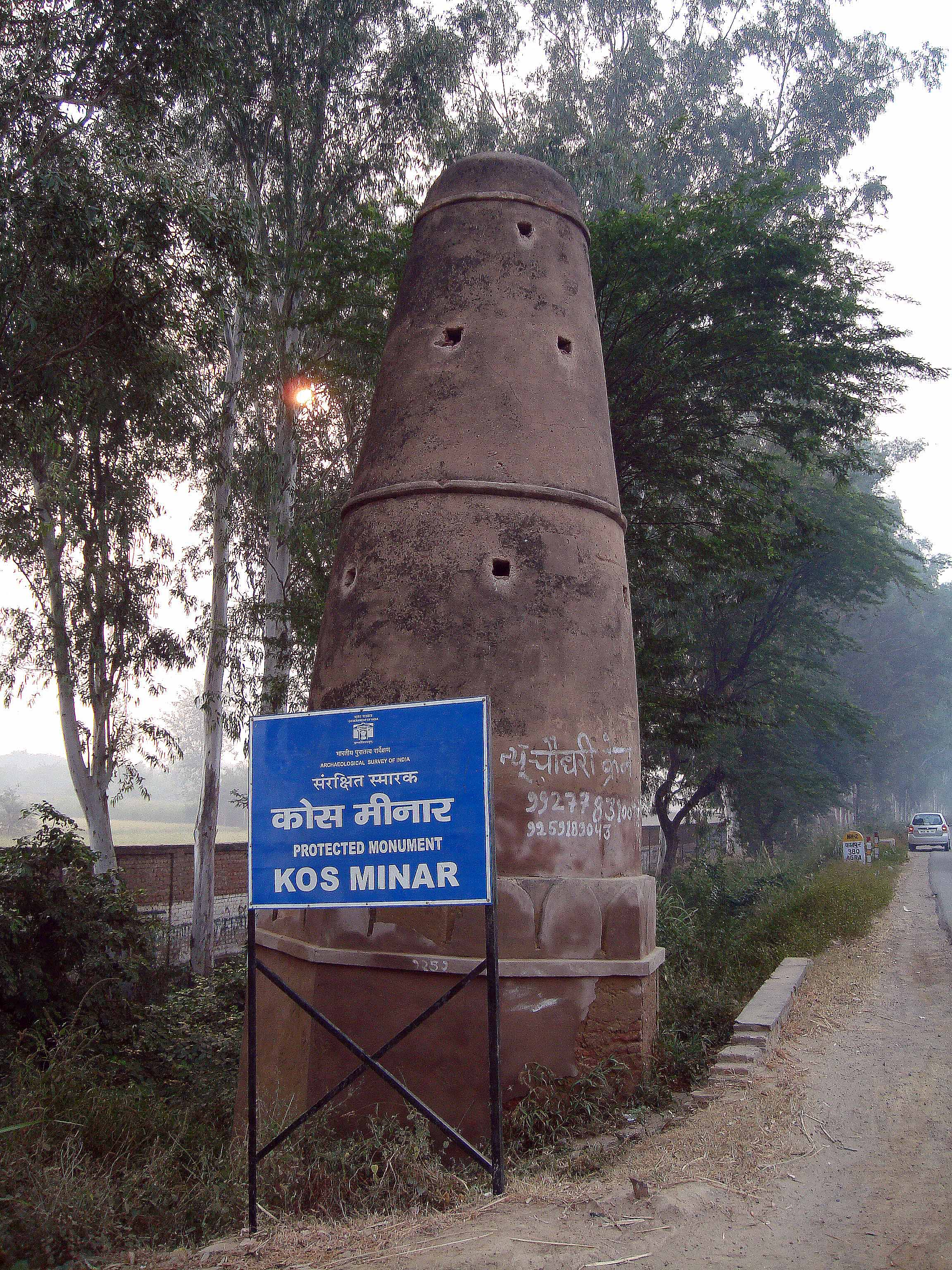
Kos-Minar im Distrikt Palwal

Das Gebiet des Distrikts kam mit dem Vertrag von Surji Arjangaon 1803 unter die Kontrolle der Britischen Ostindien-Kompanie. In den folgenden Jahrzehnten wurde es als Teil des Distrikts Gurgaon administrativ organisiert. Der Distrikt Gurgaon bestand nach dem Ende Britisch-Indiens und der Unabhängigkeit Indiens 1947 weiter fort, kam zunächst zum Bundesstaat Punjab und 1966 zum neu gebildeten Bundesstaat Haryana. Am 15. August 1979 wurde aus Teilen Gurgaons der Distrikt Faridabad gebildet, und am 15. August 2008 entstand aus Teilen von Faridabad der Distrikt Palwal.

## Bevölkerung
Die Einwohnerzahl lag beim Zensus 2011 bei 1.042.708. Die Bevölkerungswachstumsrate im Zeitraum von 2001 bis 2011 betrug 25,76 % und lag damit sehr hoch. Palwal wies ein Geschlechterverhältnis von 880 Frauen pro 1000 Männer und damit einen deutlichen Männerüberschuss auf. Der Distrikt hatte 2011 eine Alphabetisierungsrate von 69,32 %, was einer Steigerung um knapp 10 Prozentpunkte gegenüber dem Jahr 2001 entsprach. Die Alphabetisierung lag damit unter dem nationalen Durchschnitt (74,0 %) und dem Haryanas (75,6 %). 79,3 % der Bevölkerung waren Hindus, 20,0 % sind Muslime, 0,4 % Sikhs, je 0,1 % sind Jainas und Christen und 0,2 % gaben keine Religionszugehörigkeit an oder gehörten anderen Religionen an. Im Distrikt ist die Sprache Haryanvi verbreitet, ein Dialekt von Hindi.
Knapp 22,7 % der Bevölkerung lebten 2011 in städtischen Siedlungen. Größte Stadt war Palwal mit 128.730 Einwohnern.